# Bok Koh-il
Bok Koh-il es un novelista, poeta, crítico literario y comunicador social.

## Biografía
Bok nació en Asan, provincia de Chungcheong del Sur, Corea del Sur. Bok Koh-il se graduó de la escuela de negocios de la Universidad Nacional de Seúl y trabajó como banquero, en plantas industriales y comercio hasta 1987, cuando debutó en la literatura con la novela En búsqueda del epitafio (Bimyeongeul chajaseo). El mismo año recomendaron sus poemas para la publicación en Literatura contemporánea y al año siguiente se publicó su primer poemario Ojangwon (Ojangwon). Bok ha creado controversia por sus ideas de universalizar el inglés en Corea.

## Obra
Bok Koh-il es un escritor extremadamente inusual en Corea, pues debutó con una novela sin haber pasado por el procedimiento tradicional de los concursos literarios por los cuales se reconoce a un escritor.
Ganó fama con su novela de debut En busca del epitafio publicada en 1987. Esta novela construyó una historia alternativa de Corea basada en el supuesto de que Ito Hirobumi, el gobernador general de la Corea colonial que fue asesinado hubiera vivido dieciséis años más y Corea no se hubiera liberado de Japón.
Un escritor con muchos intereses y múltiples voces, también ha experimentado con la ciencia ficción como vehículo para explorar el efecto de las innovaciones científicas y el desarrollo tecnológico en la vida humana. Entre sus trabajos de ciencia ficción, los más notables son Bajo la luna azul (Parandal arae, 1992) y Un caminante en la historia (Yeoksa sogui nageunae, 1991), que trata de un viaje en el tiempo a mediados del periodo Joseon.
En El barrio rojo del Campamento Séneca (1994), una novela sobre el barrio de prostitutas en los alrededores de las bases militares estadounidenses en Corea, Bok Koh-il minimiza las tendencias políticas o ideológicas para retratar el conflicto entre la cultura nativa y la cultura foránea visto desde los ojos de un inocente chico. Desde 1994 se ha centrado más en la crítica literaria y en los ensayos. Publicó su segundo poemario Canción de cuna para una esposa entrada en años (Nai deureoganeun anaereul wihan jajangga) en 2001.

## Obras en coreano (lista parcial)
- Ojangwon
- En busca del epitafio (Bimyeongeul chajaseo, 1987)
- Bajo la luna azul (Parandal arae, 1992)
- Un caminante en la historia (Yeoksa sogui nageunae, 1991)
- El barrio rojo del Campamento Séneca (1994)
- Canción de cuna para una esposa entrada en años (Nai deureoganeun anaereul wihan jajangga) in 2001